# Julius Miller
Julius Miller (12 de enero de 1880 - 3 de febrero de 1955) fue un político estadounidense. Ocupó el cargo de presidente del borough de Manhattan entre 1922 y 1930 siendo recordado por impulsar la construcción de la Autopista Elevada del Lado Oeste que se extiende desde la calle 72 hasta la punta sur de Manhattan en Nueva York. En virtud de esto, dicha autopista fue renombrada en su honor. 

## Biografía
Se graduó de la New York Law School y se hizo abogado en 1901. Miller fue miembro del Senado de Nueva York (17° distrito) en las legislaturas 142° (1919) y 143° (1920).  Fue presidente del borough de Manhattan entre 1922 y 1930.  En 1924 fue un delegado alterno para la Convención Nacional Demócrata de 1924. En 1933 se convirtió en juez de la Corte Suprema del Estado de Nueva York (1° distrito), y ejerció ese cargo hasta 1950.
Como presidente del borough, promovió la construcción del viaducto de Park Avenue a través del New York Central Building y alrededor del Grand Central Terminal, el establecimiento de la franja central de la Park Avenue, y el reemplazo de la línea elevada de la Sexta Avenida. Como juez, Miller tuvo la distinción de no tener un fallo revocado por una corte de apelaciones en ninguno de los casos de equidad donde él decidió sin la participación de un jurado. Se cree que este es un logro único entre los juristas de Nueva York. 
En 1930, Miller recibió la medalla de oro de The Hundred Year Association of New York "en reconocimiento de sus extraordinarias contribuciones a la Ciudad de Nueva York."
Miller se retiró en 1950, y falleció en su casa de Nueva York el 3 de febrero de 1955.